# Tuur Dens
Tuur Dens (Rotselaar, 26 giugno 2000) è un pistard e ciclista su strada belga che corre per il team Sport Vlaanderen-Baloise.
Nel 2021 ha vinto la medaglia d'argento nello scratch ai Campionati del mondo su pista a Roubaix.

## Palmarès

### Pista
- 2017

Campionati belgi, Chilometro a cronometro Junior
Campionati belgi, Scratch Junior
- 2018

Campionati belgi, Chilometro a cronometro
- 2019

Campionati belgi, Keirin
- 2021

Fenioux Piste, Americana (con Lindsay De Vylder)
3ª prova Coppa delle Nazioni, Americana (Cali, con Kenny De Ketele)
- 2022

Campionati belgi, Americana (con Jules Hesters)
- 2023

Campionati belgi, Chilometro a cronometro
Campionati belgi, Americana (con Jules Hesters)
Campionati belgi, Omnium
Campionati belgi, Corsa a eliminazione
GP Brno, Americana (con Jules Hesters)
GP Brno, Omnium
Berlin, Corsa a punti
London, Corsa a eliminazione

### Strada

#### Altri successi
- 2019 (Hubo-Titan Cargo)

Schaal Marcel Indekeu
- 2021 (Hubo-Titan Cargo)

Merelbeke-Molenhoek/GP De Oase
Schaal Marcel Indekeu
Zerkegem

## Piazzamenti

### Competizioni mondiali
- Campionati del mondo su pista

Montichiari 2017 - Inseguimento a squadre Junior: 12º
Montichiari 2017 - Scratch Junior: 8º
Montichiari 2017 - Chilometro a cronometro Junior: 10º
Aigle 2018 - Inseguimento a squadre Junior: 8º
Aigle 2018 - Scratch Junior: 6º
Aigle 2018 - Chilometro a cronometro Junior: 21º
Roubaix 2021 - Inseguimento a squadre: 10º
Roubaix 2021 - Scratch: 2º
St. Quentin-en-Yv. 2022 - Inseguimento a squadre: 8º
St. Quentin-en-Yv. 2022 - Scratch: 4º
Glasgow 2023 - Inseguimento a squadre: 9º
Glasgow 2023 - Scratch: 3º
- Giochi olimpici

Parigi 2024 - Inseguimento a squadre: 8º

### Competizioni europee
- Campionati europei su pista

Anadia 2017 - Scratch Junior: 6º
Anadia 2017 - Chilometro a cronometro Junior: 5º
Anadia 2017 - Inseguimento a squadre Junior: 7º
Fiorenzuola d'Arda 2020 - Inseguimento a squadre Under-23: 5º
Fiorenzuola d'Arda 2020 - Scratch Under-23: 3º
Apeldoorn 2021 - Scratch Under-23: 2º
Apeldoorn 2021 - Inseguimento a squadre Under-23: 8º
Apeldoorn 2021 - Americana Under-23: 6º
Grenchen 2021 - Inseguimento a squadre: 7º
Anadia 2022 - Scratch Under-23: 5º
Anadia 2022 - Inseguimento a squadre Under-23: 2º
Grenchen 2023 - Inseguimento a squadre: 5º
Grenchen 2023 - Scratch: 4º
Apeldoorn 2024 - Inseguimento a squadre: 6º
Apeldoorn 2024 - Scratch: 7º